# SEB Tartu Grand Prix 2009
Il SEB Tartu Grand Prix 2009, nona edizione della corsa, valida come evento dell'UCI Europe Tour 2009 categoria 1.1, si svolse il 30 maggio 2009 per un percorso totale di 187,5 km. Fu vinto dal tedesco Hannes Blank, che terminò la gara in 4h28'37" alla media di 41,88 km/h.
Alla partenza erano presenti 101 ciclisti dei quali 37 portarono a termine il percorso.

## Ordine d'arrivo (Top 10)
| Pos. | Corridore             | Squadra       | Tempo    |
| ---- | --------------------- | ------------- | -------- |
| 1    | Hannes Blank          | Differdange   | 4h28'37" |
| 2    | Aleksejs Saramotins   | Designa Køkk. | s.t.     |
| 3    | Janek Tombak          | Bourgas       | s.t.     |
| 4    | Frank Dressler        | Differdange   | a 4"     |
| 5    | Salvatore Commesso    | Meridiana     | a 3'34"  |
| 6    | Allan Oras            | Estonia       | s.t.     |
| 7    | Anatoliy Pakhtusov    | ISD-Sport     | s.t.     |
| 8    | Bo Hakan Nilson       | Differdange   | a 4'21"  |
| 9    | Kamil Markowski       | Polonia       | s.t.     |
| 10   | Aliaksandr Sinelnikau | Bielorussia   | s.t.     |